# Sankt Stefan ob Leoben
Sankt Stefan ob Leoben, St. Stefan ob Leoben – gmina w Austrii, w kraju związkowym Styria, w powiecie Leoben. Liczy 1917 mieszkańców (1 stycznia 2015).